# Dike (Mythologie)

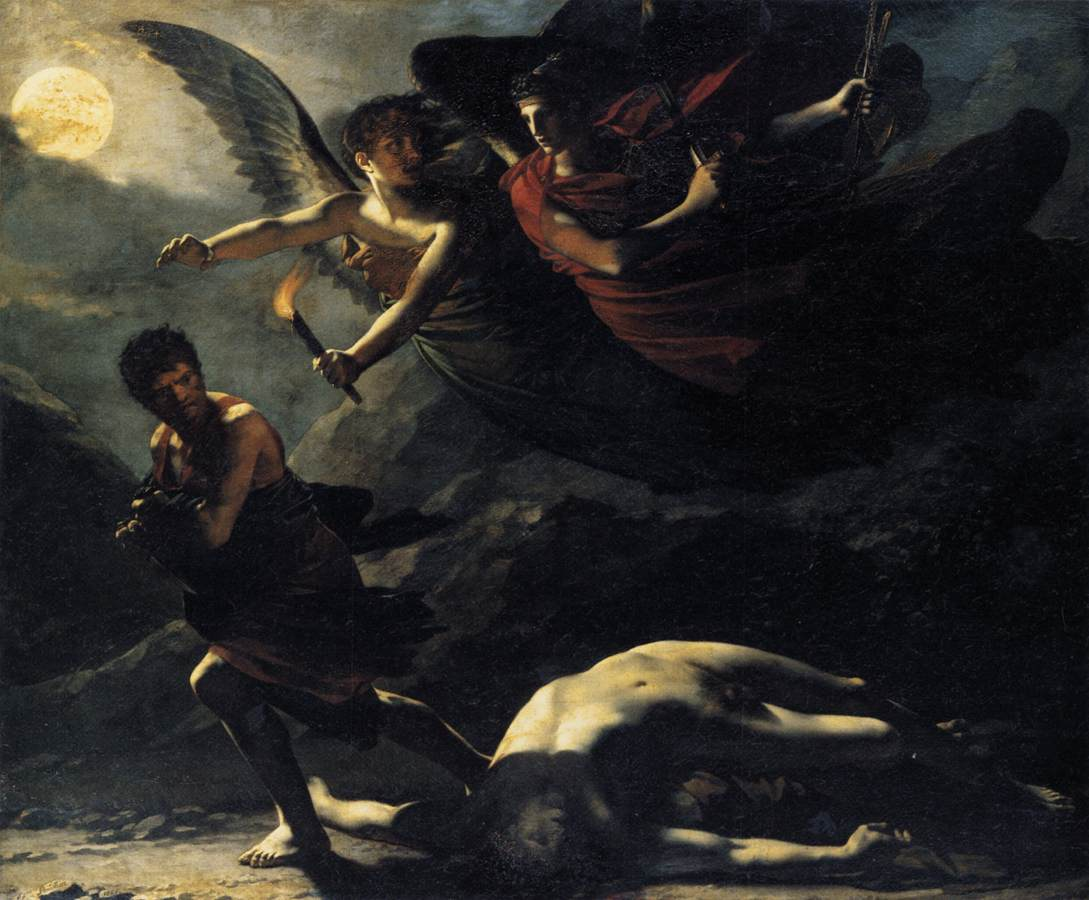
Dike und Nemesis verfolgen das Verbrechen (Maler Pierre Paul Prud’hon, 1808)

Dike (altgriechisch Δίκη Díkē, deutsch ‚Gerechtigkeit‘) ist in der griechischen Mythologie eine der Horen (Göttin); sie ist die Personifikation der Gerechtigkeit.
Ihre Eltern sind Zeus und Themis, ihre Schwestern sind Eunomia („gute Ordnung“) und Eirene („Frieden“).
Sie ist die Mutter der Hesychia, der Personifikation von Ruhe und Frieden.
Im Orphischen Hymnus an Dike heißt es:
Dikes Auge besing ich, die, glanzschön alles erblickend,

Selbst auf des herrschenden Zeus Kronion heiligen Thron sitzt,

Und vom Himmel das Leben beschaut vielstämmiger Menschen;

Welche das Unrecht straft, abwägende Göttin Dikäa,

Und nach der Wahrheit billigem Recht Ungleiches versöhnet.

Schwer zu schlichten ja ist, was in argen Herzen der Menschen

Aufwallt, welche nach Mehreren stehn ungerechten Entschlusses.

Sie nur tritt mit rächendem Fuß unrechtliche Werke,

Feindin der Ungerechten, doch freundlich gesinnt den Gerechten.

Göttin, wohlan, mit edlen Gesinnungen komm, o Dikäa,

Stets, wie oft der beschiedene Tag des Lebens herannaht!
Ihre Nähe zum Vater Zeus erlaubt ihr, eine von ihr entdeckte Kränkung des Rechts anzuzeigen und Bestrafung zu fordern, wobei hier im Mythos (wie auch häufig in der Realität) das Volk für die Übeltaten seiner Beherrscher zu büßen hat, so Hesiod in seinem Gedicht Werke und Tage:
Aber es wacht auch Dike, des Zeus jungfräuliche Tochter,

Ruhmreich und bei den Göttern geehrt, des Olympos Bewohnern.

Und wenn immer sie einer mit tückischem Hohne gekränkt hat, -

Flugs sitzt neben dem Vater sie dann, dem Kroniden, und klagt ihm

Über den frevelnden Sinn des Geschlechts, dass büße das Volk ihr

Seiner Beherrscher Vergehn, die voll unseliger Ränke.
Eine Beugung des Rechts zieht Unglück und göttliche Strafe nach sich. Im umgekehrten Fall bringt die Achtung des Rechts der Gesellschaft Gedeihen:
Rasch ist des Rechtes Verlauf, wohin es auch käufliche Männer

Zerren und schleppen, indem unehrlich sie fällen das Urteil.

Dike durchwandelt mit Klagen die Stadt und die Sitze der Menschen,

Dicht von Nebel umhüllt, das Verderben den Menschen zu bringen,

Welche verdrängt sie hatten und nicht nach Gebühr sie verteilten.

Die dagegen den Fremden sowie den Einheimischen geben

Ehrlichen Spruch und nie abweichen von dem, was Gesetz ist,

Denen gedeihet die Stadt, und es blühen darin die Bewohner;
Dike wird mit Astraia/Astraea identifiziert. In den Phainomena des Aratos von Soloi verlässt sie im bronzenen Zeitalter als letzte verbliebene göttliche Macht das verderbte Menschengeschlecht und flieht in den Himmel, wo sie zum Sternbild der Jungfrau wird.
Als Personifikation der strafenden Gerechtigkeit entspricht ihr die Justitia.